# Computação Petascale
A computação Petascale refere-se a sistemas de computação capazes de calcular pelo menos 1015 operações de ponto flutuante por segundo (1 petaFLOPS). A computação petascale permitiu um processamento mais rápido de aplicativos de supercomputadores tradicionais. O primeiro sistema a atingir esse marco foi o IBM Roadrunner em 2008. Os supercomputadores Petascale estão planejados para serem sucedidos por computadores exascale.